# Saint-Germain-de-Confolens
 Saint-Germain-de-Confolens  là một xã ở tỉnh Charente phía tây nước Pháp. Xã này có diện tích 4,67 kilômét vuông, dân số năm 1999 là 98 người. Khu vực này có độ cao trung bình 130mét trên mực nước biển.